# Pentagram (musikalbum)
Pentagram är det första studioalbumet av norska black metal-bandet Gorgoroth. Det släpptes 1994 på skivbolaget Embassy på CD. Albumet har återutgivits sju gånger.

## Låtlista
1. "Begravelsesnatt" – 2:33
2. "Crushing the Scepter (Regaining a Lost Dominion)" – 3:23
3. "Ritual" – 3:52
4. "Drømmer om død" – 3:45
5. "Katharinas bortgang" – 4:03
6. "Huldrelokk" (instrumental) – 1:52
7. "(Under) The Pagan Megalith" – 3:54
8. "Måneskyggens slave" – 5:55

## Medverkande
Musiker (Gorgoroth-medlemmar)
- Goat (aka Goatpervertor) – trummor
- Hat (Jan Åge Solstad) – sång
- Infernus (Roger Tiegs) – gitarr
- Samoth (Tomas Thormodsæter) – basgitarr

Produktion
- Pytten (Eirik Hundvin) – producent, ljudtekniker